# Давидова Ганна Олександрівна
Га́нна Олекса́ндрівна Дави́дова (Панова) (* 1998) — українська спортсменка, важкоатлетка, чемпіонка Європи 2024 року.

## З життєпису
Народилася 1998 року в місті Вінниця; вихованка Вінницької ШВСМ. Виступає у ваговій категорії до 64 кг. На міжнародних змаганнях із важкої атлетики — з 2023 року. Тренери — Дмитро Бабич і Орлов Анатолій.
2023 року дебютувала на чемпіонаті Європи — у категорії до 64 кг. І з результатом 203 кг за сумою двох вправ стала сьомою.
На чемпіонаті світу 2023 року була шостою із результатом 210 кг.
У лютому 2024 року на чемпіонаті Європи в Софії здобула золоту медаль за сумою двох вправ з результатом 220 кг. В окремих вправах виборола дві малі срібні медалі..